# 小豆婆
小豆婆（あずきばばあ）または小豆磨ぎ婆（あずきとぎばばあ）は、宮城県から関東地方にかけて伝わる妖怪。小豆洗いと同じように小豆をとぐ音をたてる老婆の妖怪で、地域によって伝承が異なる。小豆洗いとは別の妖怪ではなく、小豆洗いの正体を地域によっては婆として小豆婆と呼んだとする説もある。

## 各地の伝承
- 埼玉県川越市
  - 下小坂村の廃寺で、雨の降りそうな夕方になると小豆の音を立てたという。この地方では、親のいいつけを守らない子供に対して親が「小豆婆に襲われるぞ」と語っていたという[2]。
- 栃木県
  - 佐野市の龍江院所有の木造エラスムス像（貨狄尊者）がこの妖怪に準えられ、親が悪童を窘めていた伝承が遺る[3][4]。
  - 芳賀郡地方では小豆磨ぎ婆様と呼ばれる[2]。
- 群馬県
  - 小豆磨ぎ婆さんと呼ばれ、高崎城跡の堀端で小豆を磨ぐ音をたてて「小豆磨ぎやしょか、人取って食いやしょか、しょきしょき」と歌ったといわれる[2]。そこを通ろうとすると周りが明るい光に包まれてしまうが、親指を握って気を静めるとその光は消えるとされる[2]。
  - また利根郡昭和村では、沢などで鍋に入れた小豆をかき回すような音を立て、小豆とぎと同様に「あずきとごうか、人獲って喰うか」と歌う。正体はムジナやイタチといわれる[5]。
- 東京都
  - 秋の月夜に、小川から「小豆 ひとつぶ、小豆 ふたつぶ ささ なむ……」とかすれ声が聞こえ、夜明けには白装束姿でざるを抱えた老婆が、霧の中へと消えていったという[6]。
  - 弘法大師伝説の残る青梅市の男井戸女井戸にも、小豆婆が現れたといわれる[7]。

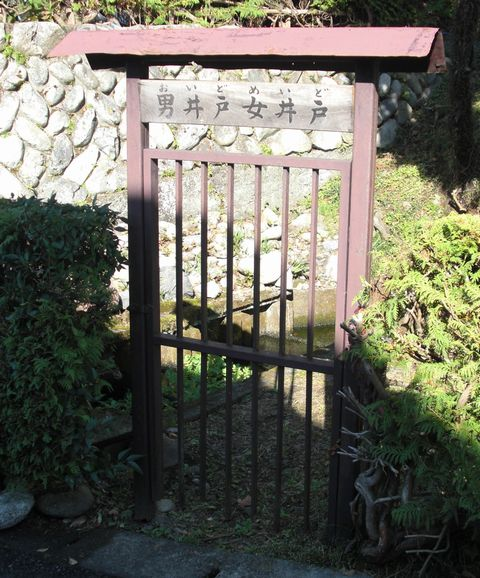
小豆婆が現れたといわれる東京都青梅市の男井戸女井戸

- 山梨県北巨摩郡清春村中丸柿木平（現・北杜市）
  - 小豆そぎ婆ともいう。諏訪神社の近くにあるアマンドウの大木の上にいて、毎晩ザアザアと音をたて、通行人に「小豆おあんなすって（小豆を食べて行け、の意）」と話しかけて呼びとめ、その者が驚いてうろたえていると、大きなざるですくい上げられてしまう[2][1]。妖怪研究家・村上健司は、同様に木の上から人をすくい上げるとされる妖怪・釣瓶落としと関連性があるものとみている[2]。
- 神奈川県横浜市都筑区川和町
  - 埼玉県同様、子脅しの妖怪として小豆磨き婆の名で語られている[2]。
- 宮城県富谷市西成田
  - 小豆洗いと同様の妖怪。小豆洗い婆と呼ばれ、日暮れの小川に老婆の姿で現れる。狐が正体だといわれる[2]。